# Panchla
Panchla é uma vila no distrito de Haora, no estado indiano de Bengala Ocidental.

## Geografia
Panchla está localizada a 22° 32′ N, 88° 08′ L. Tem uma altitude média de 7 metros (22 pés).

## Demografia
Segundo o censo de 2001, Panchla tinha uma população de 22 087 habitantes. Os indivíduos do sexo masculino constituem 52% da população e os do sexo feminino 48%. Panchla tem uma taxa de literacia de 63%, superior à média nacional de 59,5%: a literacia no sexo masculino é de 69% e no sexo feminino é de 58%. Em Panchla, 15% da população está abaixo dos 6 anos de idade.